# Short Circuit 2
Short Circuit 2 is een Amerikaanse komische sciencefiction-actiefilm uit 1988 van Kenneth Johnson en een vervolg op Short Circuit uit 1986.
Steve Guttenberg en Ally Sheedy komen niet terug in deze film, al heeft Ally Sheedy een keer haar stem verleend in een scène waarin robot Johnny 5 een brief voorleest. Alleen Fisher Stevens's rol is gebleven. In de tweede film hebben onder andere Michael McKean, Cynthia Gibb en Jack Weston een rol.

## Verhaal
Benjamin Jahrvi (Fisher Stevens) verkoopt geavanceerde handgemaakte speelgoedrobots op de straathoeken van New York. Een robot dwaalt af van zijn stand en maakt zijn weg naar het kantoor van Sandy Banatoni (Cynthia Gibb), een scout van een groot speelgoedbedrijf. Sandy ontmoet Ben nadat ze de robot heeft gevonden. Ze vindt de robot leuk en bestelt er duizend van. Oplichter Fred Ritter (Michael McKean), die dit aanbod afgeluisterd heeft, wil samenwerken met Ben.
Ben en Fred verhuizen naar een verlaten pakhuis dat de uitvalsbasis van dieven is. Het heeft een tunnel die leidt tot een bankkluis aan de overkant van de straat, die de dieven willen gebruiken om juwelen te stelen. De dieven vallen Ben en Fred aan en vernietigen de apparatuur die ze wilden gebruiken om de robots voor Sandy's bestelling te maken. Bens vrienden Stephanie en Newton sturen Johnny 5 per post, een robot die Ben hielp met het maken van de kleine robots. Ben herkent de robot als 'Number 5', hij zegt later dat hij een zelfgekozen naam heeft: Johnny 5, hij verzon die naam aan het einde van de eerste film. Hij raakt bevriend met Oscar Baldwin (Jack Weston), die bij de bank aan de overkant van Ben en Freds magazijn werkt.
De dieven zijn niet verdreven en houden Johnny 5 in de gaten, ze willen hem gebruiken om een gat te graven in de tunnel om zo bij de bankkluis te komen.
Fred heeft gehoord dat Johnny 5 $ 11.000.000 waard is en probeert de robot te verkopen. Johnny komt hier achter en Johnny ontsnapt in de stad.
De dieven sluiten Ben en Fred op in de vriezer van een Chinees restaurant. Het is gebleken dat de 'aardige' Oscar het brein is achter de overval, Hij overtuigt Johnny 5 een gat te graven in de tunnel om zo de bankkluis vol juwelen te stelen. Ben en Fred bellen Sandy om hen te redden. Nadat Oscar de juwelen heeft, gaat hij achter Johnny 5 aan, om hem uit te schakelen. Johnny 5 pakt Oscar, maar wordt door de andere twee dieven tot puin geslagen. Sandy vindt Fred en Ben. Fred besluit Johnny 5 te gaan zoeken. Fred vindt Johnny en probeert Johnny zo goed mogelijk te repareren onder Johnny's begeleiding. Hij doet dit door te in te breken in een reparatiezaak. Johnny wordt boos en wil wraak op Oscar. Johnny lokaliseert Oscar en vangt zijn handlangers. Oscar vlucht en steelt een boot. Johnny maakt gebruik van een hijskraan om Oscar te vangen. Hij vangt Oscar en de politie met Ben, Sandy en Fred pakken Oscar en zijn handlangers op. Johnny verliest zijn back-up-batterijvloeistof en dreigt dood te gaan. Ben houdt hem in leven met behulp van een defibrillator.
Johnny 5 wordt wereldberoemd, er worden kranten en tijdschriften over hem gemaakt. Er is zelfs een bedrijf genaamd: 'Input Inc.'. Tijdens een ceremonie benoemt de burgemeester van New York Johnny 5 als eerste Amerikaanse robotburger. Ben wordt ook benoemd tot Amerikaans burger, voorheen was hij een Indiër. Johnny 5 is tevens in het goud gemaakt.

## Rolverdeling
| Acteur         | Personage       | Opmerkingen |
| -------------- | --------------- | --- |
| Fisher Stevens | Benjamin Jahrvi | Indische techneut die in een grote stad kleine robots probeert te verkopen.                                                                  |
| Michael McKean | Fred Ritter     | Man die met Benjamin wil samenwerken om mini-robots te verkopen.                                                                             |
| Tim Blaney     | Johnny 5 (stem) | Robot die is verstuurd Door Stephanie en Newton om Benjamin te helpen met het maken van de mini-robots.                                      |
| Jack Weston    | Oscar Baldwin   | Leider van een bende die Johnny 5 wil gebruiken om een bankkluis vol diamanten leeg te roven.                                                |
| Cynthia Gibb   | Sandy Banatoni  | Scout van een speelgoedwinkel die in aanraking komt met Benjamin door de verkoop van zijn mini-robots, zij krijgen uiteindelijk een relatie. |
| David Hemblen  | Jones           | Dief die samenwerkt met Oscar Baldwin om Johnny 5 te dwingen de bankkluis te openen en de diamanten te stelen.                               |
| Dee McCafferty | Saunders        | Dief die met Jones en Oscar Baldwin, Johnny 5 wil dwingen om de bankkluis vol diamanten te stelen.                                           |
| Don Lake       | Manic Mike      | Een monteur bij wie Johnny 5 en Fred inbreken in zijn pand, om Johnny te repareren.                                                          |

## Muziek
Er is net zoals in de eerste film geen officiële soundtrack album uitgebracht. Charles Fox componeerde alle liedjes in de film. Er is geen officiële titelsong gemaakt voor de 2e film, voor de eerste film zong El DeBarge het lied:Who's Johnny?.

## Recensie
De film bevat meer actie dan zijn voorganger, echter krijgt deze film op IMDB een 5,6 en dat is een minder goede beoordeling dan zijn voorganger.